# Marit Røgeberg
Marit Røgeberg (13 de setembro de 1945 - 27 de junho de 2020) foi uma política norueguesa do Partido da Esquerda Socialista.
Ela cresceu em Kjelsås e viveu em Londres, Oslo e Holmen antes de se estabelecer em Heggedal em 1978. Marit foi eleita membro do conselho municipal de Asker de 1976 a 1984 e do conselho do condado de Akershus de 1991 a 1995. Ela serviu também como vice-representante no Parlamento da Noruega por Akershus durante o mandato de 1985 – 1989. No total, ela reuniu-se durante 16 dias de sessão parlamentar.
Marit também trabalhou em marketing no jornal local Asker og Bærums Budstikke, e serviu na Associação Humanista Norueguesa, Anistia Internacional, Cruz Vermelha Norueguesa, entre outras organizações.
Røgeberg faleceu a 27 de junho de 2020.